# ئی‌ام‌ال اولو (ام۴۱۵)
ئی‌ام‌ال اولو (ام۴۱۵) (به انگلیسی: EML Olev (M415)) یک کشتی است که طول آن 37.9.1 m می‌باشد. این کشتی در سال ۱۹۶۶ ساخته شد.